# Fan club
Fan Club fue un programa infantil emitido los sábados y domingos desde las 7:00 hasta las 10:00  en el bloque La mañana entretenida de La Red.

## Bloques Infantiles
2009-actualidad
- Hysteria
- Plaza Sésamo
- Tom y Jerry
- Road Runner
- Batman del Futuro
- Los guerreros del zodiaco - el lienzo perdido
- Ben 10 (retirada)
- Naruto
- Bakugan
- Pinky Dinky Doo
- Looney Tunes
- Iron Kid
- Krypto the Superdog
- 3, 2, 1, Vamos

- Datos: Q5855862